# Resolució 1864 del Consell de Seguretat de les Nacions Unides
La Resolució 1864 del Consell de Seguretat de les Nacions Unides fou adoptada per unanimitat el 23 de gener de 2009. Després de recordar les resolucions 1740 (2008), 1796 (2008) i 1825 (2008) sobre la situació al Nepal, el Consell va prorrogar el mandat de la Missió de les Nacions Unides al Nepal (UNMIN) per uns altres sis mesos fins al 23 de juliol de 2009.

## Detalls
Mentre agraïa l'extensió de l'actual UNMIN a petició del govern del Nepal, el Consell de Seguretat també va donar suport la proposta del Secretari General Ban Ki-moon d'una retirada gradual del personal de la UNMIN i va acordar amb el secretari general que l'actual dispositiu de vigilància al Nepal no es podia mantenir indefinidament.
El Consell va demanar al Govern nepalès que creés les condicions necessàries perquè la UNMIN compleixi les seves condicions de missió al final del seu mandat per tal que el personal de les Nacions Unides comenci a retirar-se. El Consell també va demanar que el Secretari General presentés un informe a tot tardar el 30 d'abril de 2009 sobre el progrés de l'aplicació de la resolució.